# Illusion: A Tale of the Mind
Illusion: A Tale of the Mind (с англ. — «Иллюзия: Сказка о разуме») — это инди-игра, совмещающая в себе жанры квеста, платформера и головоломки разработанная независимыми студиями  Groupe PVP, Frima Studio и опубликованная Ravenscourt и Koch Media 1 июня 2018 года. Игрок управляет девочкой, которая попадает в вымышленную вселенную и должна изучить этот мир, избегая его опасностей и попутно собирая по крупицам историю своего прошлого, а также узнавая историю о цирковом силаче и причины его депрессии.
Оценки Illusion: A Tale of the Mind можно охарактеризовать в целом, как сдержанные. Средняя оценка по версии агрегатора Metacritic составляет 63 балла из 100 возможных. Критики заметили, что создатели Illusion явно нацеливались создать амбициозный проект и единственное, что им удалось — это создание красивого и волшебного окружающего мира, однако в остальных аспектах, как история, управление и игровой процесс, Illusion получилась очень слабой.

## Игровой процесс
Сюжет разворачивается вокруг молодой девушки по имени Эмма, которая просыпается в тёмной пещере и обнаруживает себя прикованной к паре гигантских масок комедии и трагедии. Но героиню спасает волшебный плюшевый кролик по имени Топси, превращая её цепи в длинный эфирный шарф. Кролик знает имя девочки, но не более того. Вместе они начинают путешествие, цель которого — поиск утерянных воспоминаний. Находя фотографии, коллекционные плакаты и разбросанные граммофонные записи, они собирают историю о карнавальном силаче с разбитым сердцем по имени Евклид. Эмма должна выяснить, как она связана с этим человеком, и почему её постоянно дразнят огромные очи, враждебно к ней относятся.
Сама игра представляет собой симулятор ходьбы, где героиня должна искать предметы, восстанавливающие её память, преодолевать препятствия и решать головоломки. Головоломки требуют манипулировать объектами, перемещать диски таким образом, чтобы они образовывали нужный символ, искать правильный ракурс, чтобы обнаружить правильные рисунки, объединять осколки стекла и так далее. Также некоторые головоломки требуют работы с цветовой кодировкой. Сама игра в некоторой степени не линейна, хотя выполнение определённых задач открывает доступ к новым задачам. Также в игре имеются элементы платформера: от героини требуется спасаться бегством, укрываться от порыва ветра и прыгать по платформам, например по разрушающимся льдинам.
Вселенная игры представляет собой сюрреалистичный мир фантазии и кошмаров. Разные главы представляют собой аллюзию на парижский цирк из 1920-х годов, поле битвы Первой мировой войны, опасные пещеры, наполненные кишками и так далее.

## Разработка и выход
Разработкой игры занималась независимые канадские студии Groupe PVP и Frima Studio. Анонс игры состоялся 3 августа 2018 года. Её сюжет позиционировался, как фантастическое отражение «самого сердца парижского кабаре 1920-х годов», где главная героиня должна проникнуть внутрь разума обезумевшего отца и освободить его. Продюсер продюсер Firma Studio Этьен Морин заметил, что Illusion A Tale of the Mind создавалась, чтобы «играть с чувствами игроков», создав множество головоломок, играющих на визуальном восприятии, чтобы сбить игрока с толку. Морин заметил, что «разработчики потратили бесчисленное время на создания запутанного и иллюзорного окружающего мира».
Выход игры состоялся 1 июня 2018 года в цифровом виде для персональных компьютеров, игровых приставок PlayStaion 4 и Xbox One.

## Критика
| Сводный рейтинг    | Сводный рейтинг                    |
| Агрегатор          | Оценка                             |
| ------------------ | ---------------------------------- |
| Metacritic         | 63/100 (ПК) 63/100 (PlayStation 4) |
| Иноязычные издания |                                    |
| Издание            | Оценка                             |
| Meristation        | 8,50                               |
| Adventure Gamers   | [ 4 ]                              |
| CD-Action          | 70 %                               |
| Cubed3             | [ 10 ]                             |
| Eurogamer Italy    | 5/10                               |
| Push Square        | 30 %                               |

Оценки Illusion: A Tale of the Mind можно охарактеризовать в целом, как сдержанные. Средняя оценка по версии агрегатора Metacritic составляет 63 балла из 100 возможных.
Критик сайта Adventure Gamers заметил, что подобно фильмам, если игра перед выпуском не проводит предварительную проверку, не рекламируется и её создатели избегают прессы, то это дурной знак, сокрытие маленького «позорного секрета». С одной стороны рецензент признался, что разработчики преуспели в изображении искривлённой и порой жутко реалистичной вселенной. Также он похвалил эклектическое музыкальное сопровождение и качественное озвучивание персонажей, хотя и указал на то, что персонажи склонны вдаваться в слишком длинные монологи. Тем не менее игра проваливает свою сюжетную линию, которая, как казалось бы должна была бы стать самой сильной частью игры. История по мнению критика изобилует дырам и не позволяет образовывать внятной сюжетной линии. Представитель сайта CD-Action заметил, что Illusion — одна из тех игр, которая опирается на интересную концепцию и в плане загадок напоминает Hellblade: Senua’s Sacrifice, хотя сами головоломки творческие, рецензент пожаловался на камеру, которая иногда мешала попыткам найти решение. Также критик назвал аркадную часть игры самой худшей, «как будто она была добавлена насильно». Тем не менее Illusion стоит своего внимания как минимум из-за её вселенной и визуальной эстетики.
Рецензент сайта Pushsquare заметил, что Illusion: A Tale of the Mind — это пример игры, которую как бы не старались сделать хорошей, в ней не удаётся совместить все детали. Хотя отдельные аспекты Illusion достойны похвалы, однако игра сильно страдает от отсутствия своей целостности. Критик признался, что его поразили визуальные и искривлённые ландшафты игрового мира, демонстрирующие карнавальные аттракционы, военную обстановкой в стиле Эшера и в целом пейзажи, наполненные фантастической прихотью и одновременно тревожащим страхом. К сожалению, художественное направление является первым и последним положительным моментом в игре. Хотя головоломки в начале увлекательны, вскоре становится ясно, что повышение сложности сводится к добавлению больших ошеломляющих ходов до завершения, вместо того, чтобы делать сами головоломки сложнее. В результате игровой процесс превращается в постоянное отвлечение с целью скрыть недостатки игрового процесса. Что касается платформерной части игры, то не интуитивное управление сильно усложняет задачу и не позволяет совершать быстрые действия, обрекая игрока на постоянные провалы. Критика также сильно раздражали излишние монологи персонажей, во время которых он даже отходил от компьютера «по своим делам».

## Внешние ссылки
pvp.ca/en/productions/illusion — официальный сайт Illusion: A Tale of the Mind